# Jordan Mickey
Jordan Grayson Mickey (Dallas, Texas, 9 de julio de 1994) es un baloncestista estadounidense. Con 2,03 metros (6 pies y 8 pulgadas) de estatura, juega en las posiciones de alero y ala-pívot. Actualmente se encuentra sin equipo.

## Trayectoria deportiva

### Universidad
Mickey jugó dos temporadas de baloncesto universitario con los Tigers de la Universidad Estatal de Luisiana, en las que promedió 14,0 puntos, 8,8 rebotes y 3,4 tapones por partido. El 31 de marzo de 2015, declaró su elegibilidad para el draft de la NBA, renunciando a sus dos últimos años universitarios.

### Profesional
El 25 de junio de 2015 fue seleccionado en la posición número 33 del Draft de la NBA de 2015 por los Boston Celtics, aunque la mayor parte de los partidos disputados los hizo con los Maine Red Claws (equipo afiliado a los Celtics), que disputa la NBA Development League.
El 18 de agosto de 2017 firmó con los Miami Heat, equipo en el que estuvo una temporada.
Tras su paso por la NBA, fichó por el equipo ruso del BK Jimki.
El 15 de julio de 2019 se hizo oficial su traspaso al Real Madrid hasta 2021.
Durante la temporada 2019-20 promedia 6'8 puntos y 4'1 rebotes en 16 minutos en Liga Endesa, pero el norteamericano no terminaría de cuajar en el esquema de Pablo Laso. 
En julio de 2020, se hace oficial su regreso al BC Khimki de la Superliga de baloncesto de Rusia. 
El 4 de julio de 2021 firmó contrato con el BC Zenit San Petersburgo de la Superliga de baloncesto de Rusia.
El 12 de julio de 2022, firma por el Virtus Bologna de la Lega Basket Serie A de Italia.

## Estadísticas de su carrera en la NBA

### Temporada regular
| Año     | Equipo | PJ | PT | MPP  | %TC  | %3P  | %TL  | RPP | APP | ROB | TPP | PPP |
| ------- | ------ | -- | -- | ---- | ---- | ---- | ---- | --- | --- | --- | --- | --- |
| 2015-16 | Boston | 16 | 0  | 3.6  | .364 | –    | .500 | .8  | .1  | .0  | .7  | 1.3 |
| 2016-17 | Boston | 25 | 1  | 5.6  | .441 | .000 | .571 | 1.4 | .3  | .1  | .2  | 1.5 |
| 2017-18 | Miami  | 23 | 3  | 12.3 | .476 | .125 | .684 | 3.6 | .4  | .3  | .4  | 4.0 |
| Total   | Total  | 64 | 4  | 7.5  | .449 | .118 | .605 | 2.0 | .3  | .1  | .4  | 2.4 |

### Playoffs
| Año   | Equipo | PJ | PT | MPP | %TC  | %3P  | %TL  | RPP | APP | ROB | TPP | PPP |
| ----- | ------ | -- | -- | --- | ---- | ---- | ---- | --- | --- | --- | --- | --- |
| 2016  | Boston | 2  | 0  | 5.0 | .500 | .000 | .000 | 1.0 | 1.0 | .0  | .5  | 2.0 |
| 2017  | Boston | 2  | 0  | 8.8 | .400 | .000 | .000 | 2.5 | .0  | .0  | .5  | 2.0 |
| Total | Total  | 4  | 0  | 7.0 | .444 | .000 | .000 | 1.8 | .5  | .0  | .5  | 2.0 |